# Deutsche Botschaft Rabat
Die Deutsche Botschaft Rabat ist die offizielle diplomatische Vertretung der Bundesrepublik Deutschland im Königreich Marokko.

## Lage und Gebäude
Die Botschaft liegt zentral im Parlaments- und Regierungsviertel der marokkanischen Hauptstadt Rabat. Die Straßenadresse lautet: 7, Zankat Madnine, Rabat. Das Rechts- und Konsularreferat mit Visa- und Passstelle ist 4,5 km entfernt gesondert in 12, Avenue Mehdi Ben Barka, Souissi, untergebracht. In der Nähe liegt auch die Residenz des Botschafters.
Das 2,5 km entfernte Außenministerium ist in wenigen Minuten erreichbar. Zum 14 km nordöstlich gelegenen internationalen Flughafen Rabat-Sale dauert die Fahrt in der Regel eine halbe Stunde. Die Küste des Atlantischen Ozeans ist 2,5 km entfernt. Die Stadt Tanger und ihr Hafen mit Fährverbindungen nach Spanien und Südfrankreich liegt 250 km im Norden und ist über die Schnellstraßen A5 und N1 in 3 Stunden erreichbar.
Die Kanzleiräume der Botschaft und die Residenz des Botschafters sollen nach Planungen in einem kompakten Gebäudekomplex untergebracht werden, dessen Neubau durch einen Architekturwettbewerb im Jahr 2018 geplant wurde.

## Auftrag und Organisation
Die Botschaft Rabat hat den Auftrag, die bilateralen Beziehungen zum Gastland Marokko zu pflegen, die deutschen Interessen gegenüber der marokkanischen Regierung zu vertreten und die Bundesregierung über Entwicklungen im Gastland zu unterrichten.
Sie gliedert sich in die Arbeitseinheiten Politik, Wirtschaft, Landwirtschaft und Ernährung, Kultur, Presse und Öffentlichkeitsarbeit. Ferner besteht ein Referat für wirtschaftliche Zusammenarbeit und Entwicklung.
Im Rechts- und Konsularreferat besteht eine Pass- und eine Visastelle. Deutschen Staatsangehörigen, die in Marokko ansässig sind, werden alle konsularischen Dienstleistungen angeboten. Für konsularische Notfälle besteht ein Rufbereitschaftsdienst. Marokkanische Staatsangehörige können Anträge auf Erteilung eines Schengen-Visums bei einem externen Dienstleistungsunternehmen einreichen. Nach Vorprüfung auf Vollständigkeit werden diese in der Visastelle der Botschaft ebenso wie Anträge auf nationale Visa (Aufenthalt mehr als 90 Tage) bearbeitet.
Es besteht ein Militärattachéstab, der in Mauretanien nebennotifiziert ist.
In den Städten Agadir, Casablanca und Tanger sind Honorarkonsuln der Bundesrepublik Deutschland bestellt und ansässig.

## Geschichte
Gesandte des Deutschen Reichs residierten seit 1877 in Tanger bzw. Tétouan. Nachdem Marokko am 2. März 1956 von Frankreich unabhängig geworden war, eröffnete die Bundesrepublik Deutschland am 26. März 1957 eine Botschaft in Rabat.
Die DDR unterhielt seit 1962 eine offizielle Handelsvertretung in Rabat. Nach Aufnahme der diplomatischen Beziehungen mit Marokko am 29. Dezember 1972 wurde diese in eine Botschaft umgewandelt, die mit dem Beitritt der DDR zur Bundesrepublik Deutschland 1990 geschlossen wurde.

### Eingefrorene Beziehungen 2021
Das Königreich Marokko beansprucht das Territorium „Westsahara“ für sich, was völkerrechtlich umstritten ist. Wie auch einige andere Staaten erkannte die amerikanische Regierung von Donald Trump im Jahr 2020 den marokkanischen Gebietsanspruch an, nachdem Marokko als viertes arabisches Land den Staat Israel anerkannt hatte. 
Der damalige Bundesaußenminister Heiko Maas widersprach dieser Maßnahme und leitete eine Initiative dagegen im Sicherheitsrat der Vereinten Nationen ein. Dieses wertete die Regierung von Marokko ebenso wie das Hissen der Flagge der Befreiungsbewegung der Westsahara, der Frente Polisario, vor dem Rathaus von Bremen als unfreundlichen Akt. Vorausgegangen war eine tiefe Verstimmung der marokkanischen Seite über die unterbliebene Einladung zur Teilnahme an der Berliner Libyenkonferenz, bei der das Nachbarland Algerien präsent war. Im März 2021 schickte der marokkanische Außenminister mit Billigung des Königshauses ein Rundschreiben an alle Ministerien und staatlichen Einrichtungen Marokkos, in dem dazu aufgefordert wurde, alle Beziehungen zur Deutschen Botschaft und anderen offiziellen staatlichen Einrichtungen Deutschlands abzubrechen.
Die marokkanische Botschafterin in Berlin wurde nach Rabat zurückgerufen. Als der seit 2017 auf dem Posten befindliche deutsche Botschafter Götz Schmidt-Bremme planmäßig im Sommer 2021 seine Amtszeit beendete, lag für den designierten Nachfolger Thomas Zahneisen trotz eines rechtzeitigen förmlichen Ersuchens kein Agrément der marokkanischen Regierung vor. Die Leitung der Botschaft blieb vorerst vakant.
Anfang Mai 2022 wurde bekannt, dass Robert Dölger, vormals Afrika-Beauftragter im Auswärtigen Amt, seinen Dienst als Botschafter in Rabat angetreten hat.